# Церковь Святого Климента (Мюнстер)
Церковь Святого Климента (нем. Clemenskirche) — барочный католический храм в историческом центре города Мюнстер (федеральная земля Северный Рейн-Вестфалия). Расположен между улицами Klemensstraße, Ringoldsgasse и Loerstraße в восточной части старого города.

## История

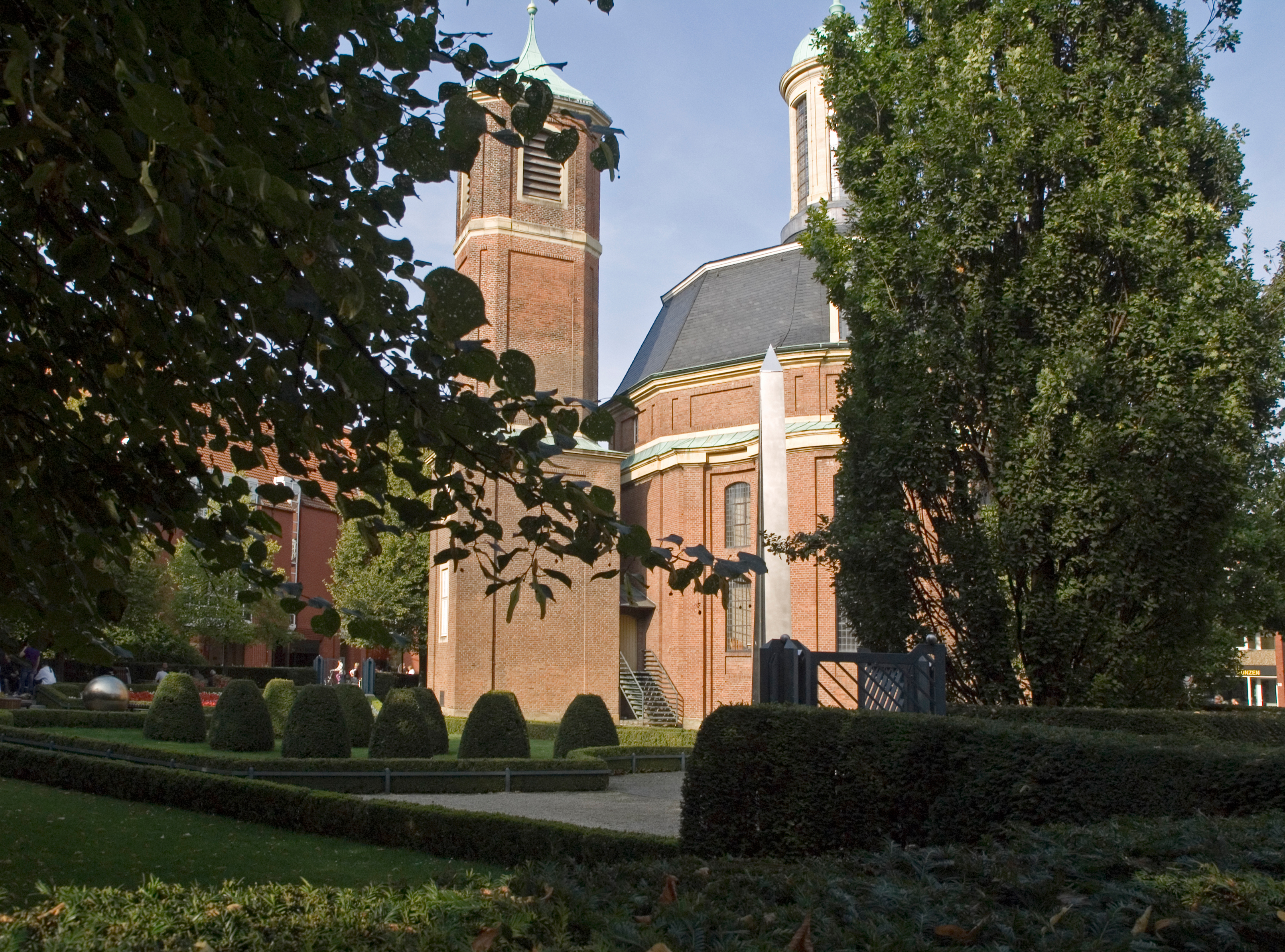
Вид с южной стороны

Церковь Святого Климента была сооружена в 1745—1753 годах по проекту архитектора Иоганна Конрада Шлауна при госпитале монастыря бонифратров по заказу архиепископа Кёльна и епископа Мюнстера Клеменса Августа Баварского.

Весь монастырский комплекс был почти полностью разрушен в ходе второй мировой войны во время бомбардировок союзнической авиации. После окончания войны госпиталь был отстроен на новом месте, что касается церкви с её богатой внутренней отделкой, то её восстановление началось только в 1956 году и длилось несколько десятилетий.

Сегодня церковь Святого Климента используется не только для проведения богослужений, но и для концертов органной и камерной музыки.

## Архитектура
Церковь Святого Климента является выдающимся образцом вестфальского барокко. Церковь построена из красного кирпича, декоративные элементы (карнизы, пилястры) выполнены из популярного в Вестфалии светлого горного песчаника. Купол церкви имеет оригинальную шестиугольную форму с скруглёнными углами. Венчает купол высокий круглый фонарь из песчаника. 
С западной стороны церкви на небольшом отдалении от неё находится колокольня, выполненная в виде восьмиугольной кампанилы.

## Внутреннее убранство
Интерьер церкви выполнен в стиле рококо. Роспись плафона на тему прославления Святого Климента исполнена мюнхенским художником Иоганном Адамом Шёпфом. Декоративная лепнина — работы Якоба Рауха из Вессобрунна. алтарная икона изображает мученичество Святого Климента.

У церкви нет эмпоры поэтому ранее орган находился в смежном здании, а звук орган попадал в церковный зал через специальное окно справа от алтаря. Современный орган установлен в нише у южной стены церкви и изготовлен в 1973 году органным мастером Францем Брайлем в корпусе органа XVIII века.

## Галерея

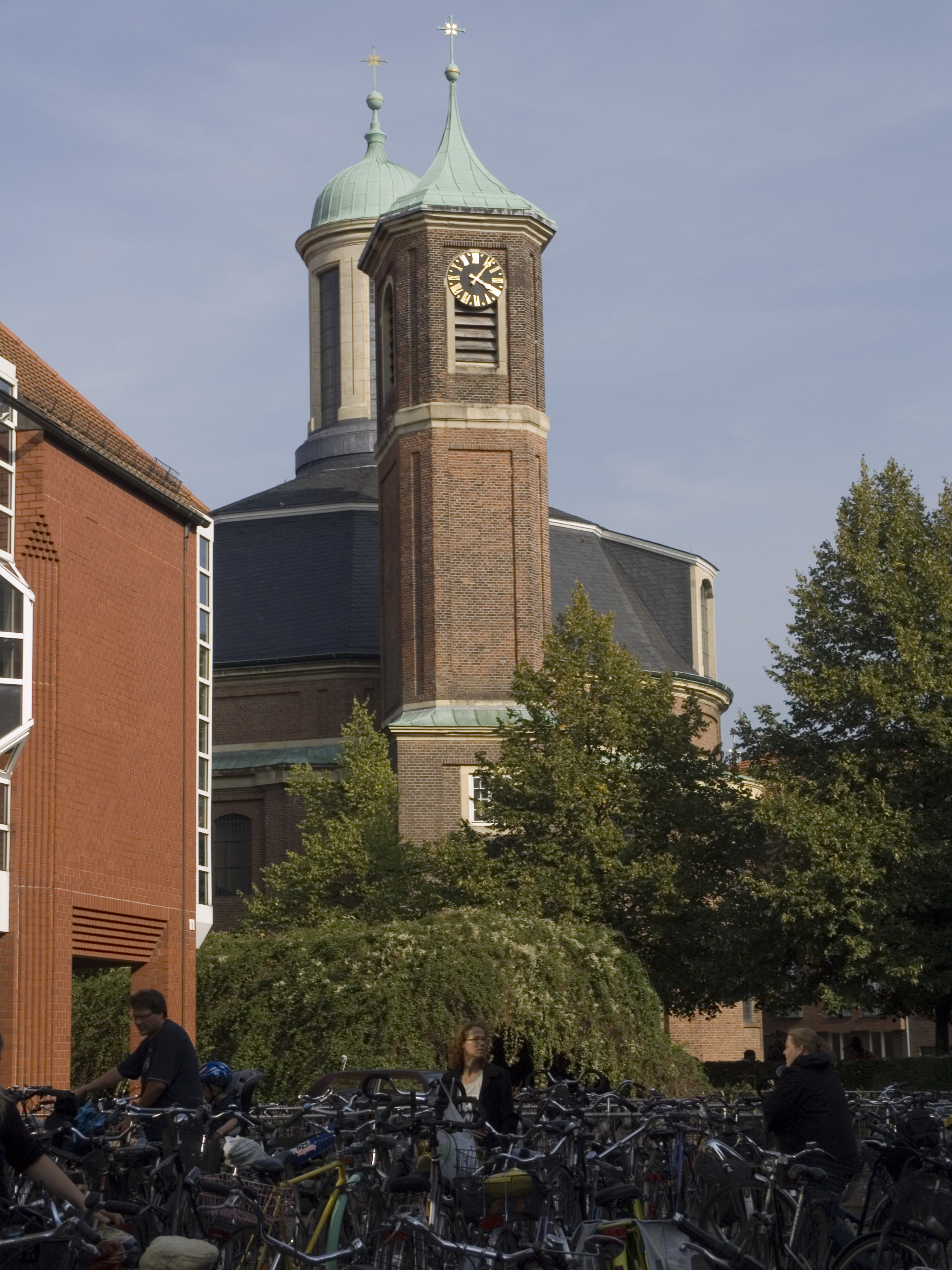
Западный фасад и колокольня
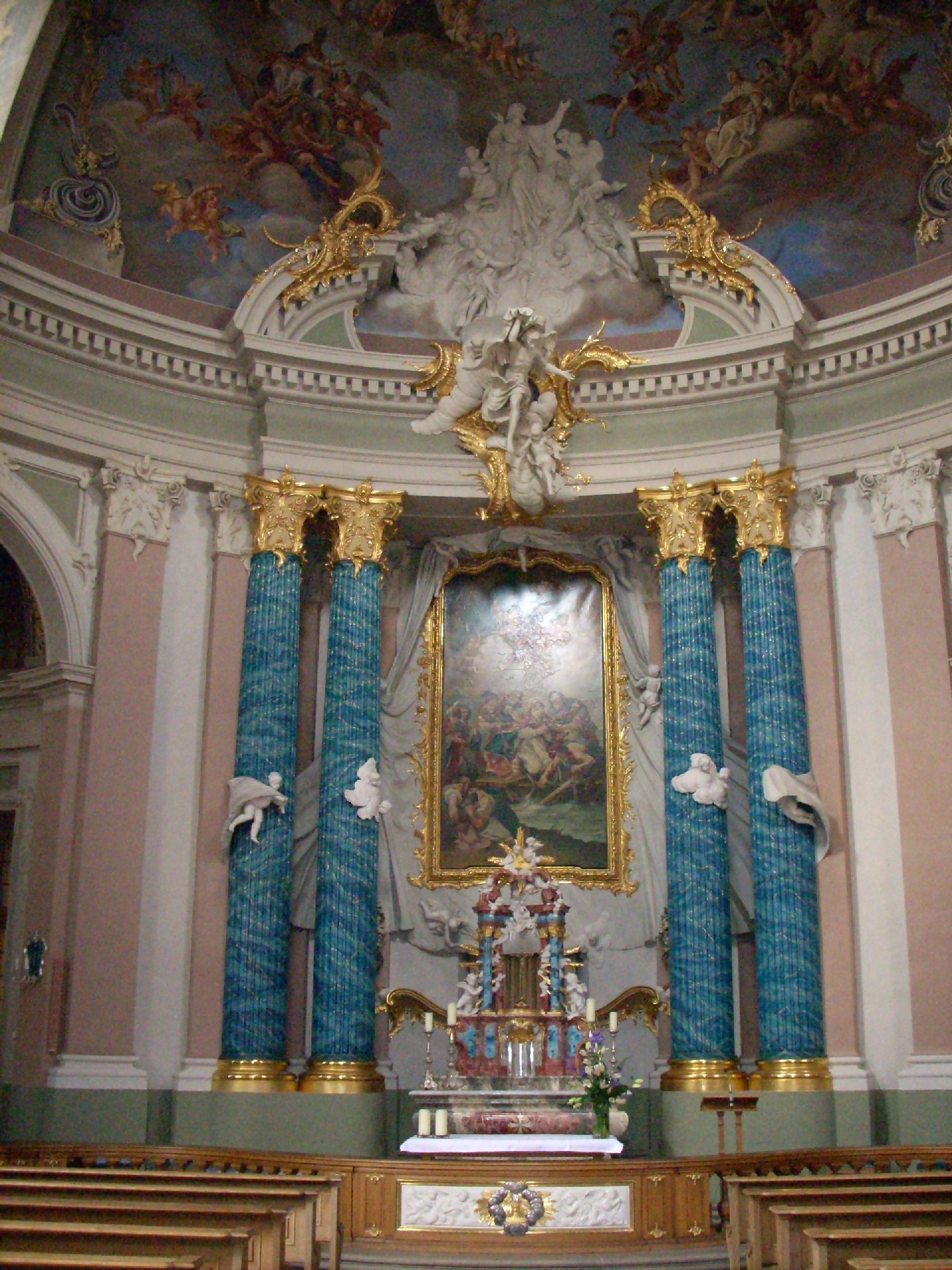
Алтарь
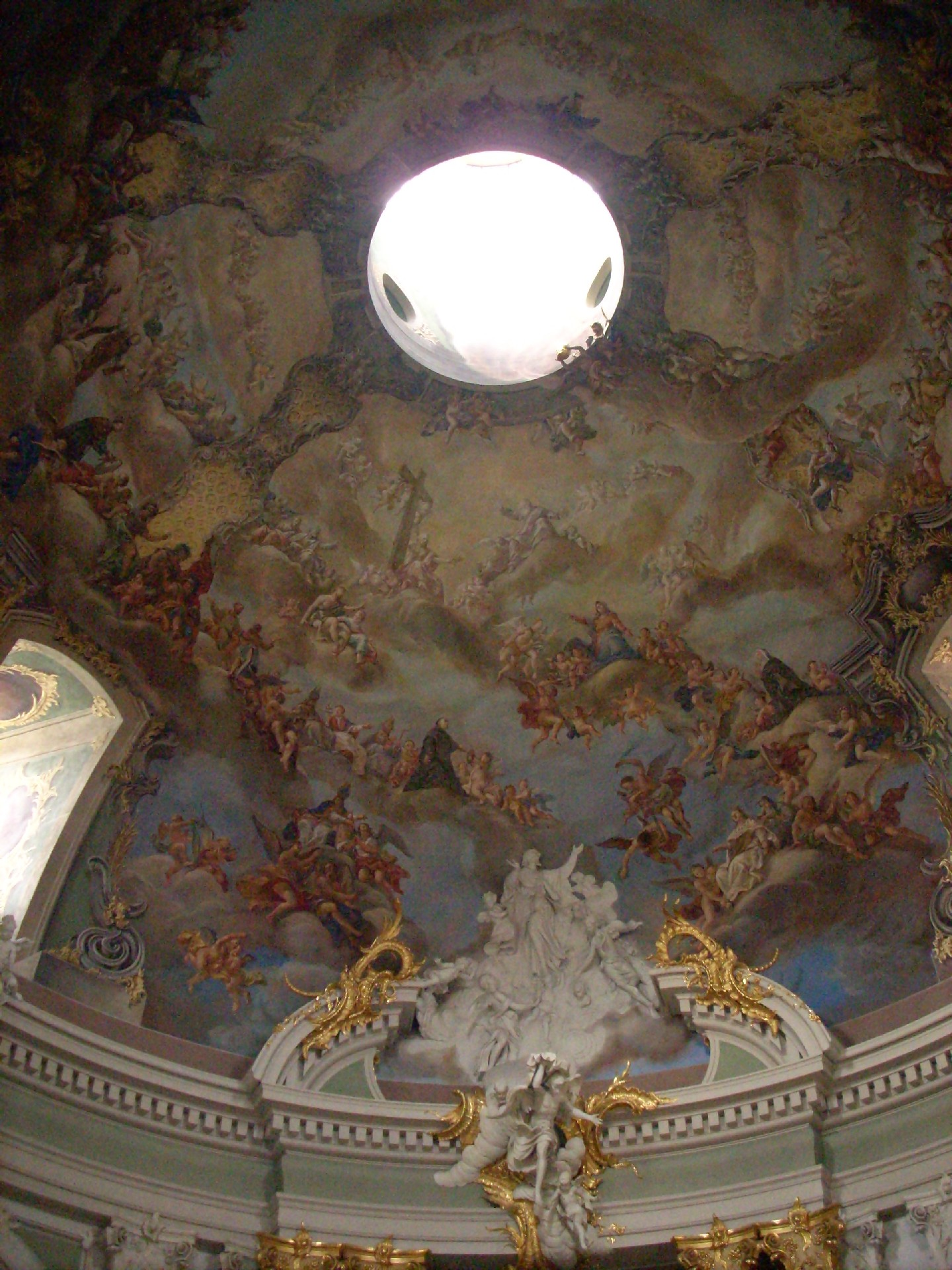
Роспись плафона
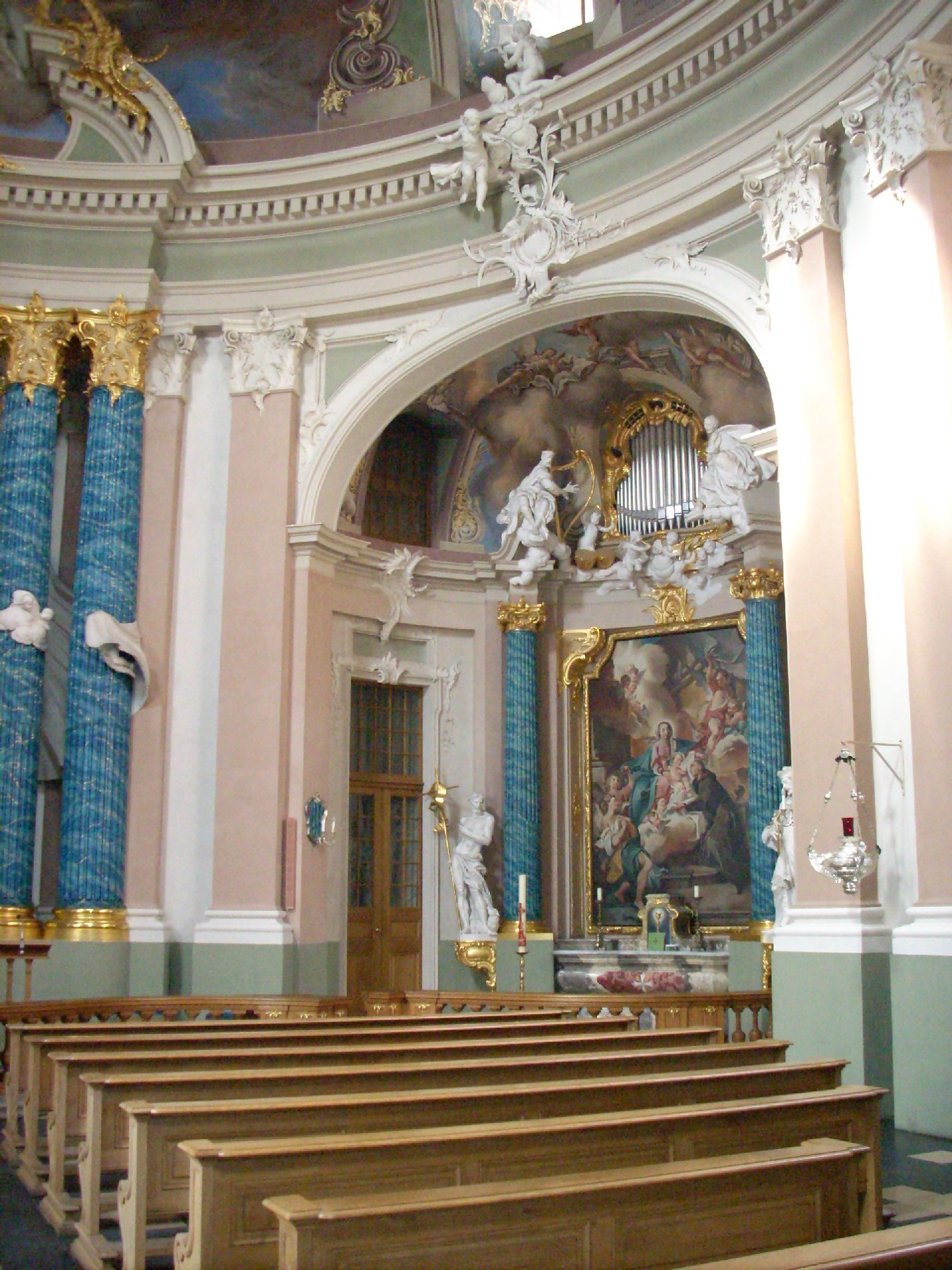
Органная ниша